# HAL Rudra
«Руда» (ALH Dhruv, санскрит: ध्रुव «непоколебимый») — многоцелевой военный вертолёт, разработанный индийской национальной компанией HAL (англ. Hindustan Aeronautics Limited), при поддержке германского концерна Messerschmitt-Bölkow-Blohm.
Разработка вертолёта началась в 1984 году в рамках программы ALH — Advanced Light Helicopter, первый полёт — в 1992 году, а в серийное производство пошёл в 2003.
Выпускается в двух модификациях: для ВВС и сухопутных войск — с полозковым шасси; для ВМС с трёхопорным убирающимся шасси.
«Рудра», ударная модификация вертолёта, оборудуется автоматической 20-мм пушкой, установленной на турельной установке и управляемым ракетным вооружением, например, ПТУР. Также возможна подвеска глубинных бомб и торпед.
Портфель экспортных заказов HAL на 2012—2015 гг составляет 10 «Дхрув» на сумму $76,5 млн.